# Torymus pallidipes
Torymus pallidipes är en stekelart som beskrevs av William Harris Ashmead 1894. Torymus pallidipes ingår i släktet Torymus och familjen gallglanssteklar.
Artens utbredningsområde är Grenada. Inga underarter finns listade i Catalogue of Life.